# Somby (musikgrupp)
Somby är en finsk-samisk musikgrupp från Sodankylä som sjunger på nordsamiska. Gruppen existerar fortfarande, men är inte nämnvärt aktiv.
Gruppen grundades i Vuotso i Sodankylä 2004 av Miira Suomi, Milla Pulska och Unna-Maari Pulska. År 2007 tillkom Juho Kiviniemi och Oula Guttorm från Enare. 
Gruppen är knuten till skivbolaget Tuupa Records Oy dit också den skoltsamiska sångerskan Tiina Sanila och den enaresamiske rapparen Amoc hör. Somby gav ut sin första skiva, "Čáhppes Lasttat", 24 maj 2008. 
Somby har bland annat medverkat i Finlands officiella turistreklam genom en video där man berättar om sin bygd och vikten av sitt samiska ursprung.
Efter tio år minskade gruppen sina aktiviteter. Systrarna Pulska bildade gruppen Ravggon (vilket är en ren som inte vill hålla sin plats i en rajd).

## Utmärkelser
År 2009 vann de Sámi Grand Prix med sången Ii iđit vel (nordsamiska: Ingen morgon än) och fick därmed representera samerna vid Liet-Lávlut, en tävling för musiker som sjunger på minoritetsspråk.

## Medlemmar
- Miira Suomi, sång
- Milla Pulska, piano
- Unna-Maari Pulska, trummor
- Juho Kiviniemi, bas
- Oula Guttorm, gitarr

## Diskografi
- Čáhppes Lasttat, 2008
- Álás eana, 2010
- Viimmat, 2014[8]